# Crazy Little Thing Called Love
«Crazy Little Thing Called Love» (с англ. — «Безумная штучка по имени любовь») — песня британской рок-группы Queen из альбома The Game. Написана Фредди Меркьюри. Песня написана в стиле рокабилли, и Меркьюри исполнил её в манере Элвиса Пресли, но несмотря на это, она стала очень популярной среди фанатов группы. Она вышла в качестве сингла с живой записью песни «We Will Rock You» на стороне «Б».

## Песня
Это единственная песня, в которой Меркьюри играл на гитаре, в данном случае на гитаре Martin D-18. Однако гитарное соло сыграл Брайан Мэй, но не на своей гитаре Red Special, а на Fender Telecaster гитаре Роджера Тейлора. Джон Дикон играл на бас-гитаре Fender Precision Bass, а Тейлор — на ударных фирмы Ludwig.
Запись заняла всего полчаса, что очень мало для одной песни. В это время группа находилась в Мюнхене, где они записывали новый альбом. Меркьюри, сочинив песню, тут же показал её группе. В этот момент в студии «Musicland Studios» находились Тейлор и Дикон. Вместе с Меркьюри они записали все свои вокальные партии и всё музыкальное сопровождение к песне. Позже в студию пришёл Мэй. Он спел свою бэк-вокальную партию и сыграл гитарное соло — и песня была готова.
Выйдя в виде сингла, «Crazy Little Thing Called Love» сразу завоевала популярность. Песня возглавила американский чарт Billboard Hot 100 и стала первым синглом Queen, занявшим первое место хит-парада США. Кроме того, песня заняла вторую строчку британского чарта. Все эти достижения позволили песне попасть в сборник Greatest Hits.
Сперва песню не выпускали в Штатах синглом, альбом тоже был только на подходе, и американские радиостанции были вынуждены импортировать пластинки. Это заставило звукозаписывающую компанию выпустить сингл в США, спустя три месяца после английского релиза.
Существует история, подтверждённая Тейлором в одной из радиопередач, что эта песня вдохновила Джона Леннона продолжить его музыкальную карьеру. В подтверждение этому его новый альбом, вышедший спустя пять лет после предыдущего, имел действительно слегка иное звучание.

## Живые выступления
«Crazy Little Thing Called Love», одна из лучших песен группы, сразу после появления была включена практически во все концерты и туры. Яркой её особенностью стала игра Меркьюри на гитаре и игра Мэя сразу на трёх (обычно гитарист играл только на одной гитаре, на Red Special).
В ноябре 1979 года начался так называемый «Crazy Tour» (с англ. — «Сумасшедший тур»), который включал 19 концертов в Великобритании и один в Ирландии. Во время тура эта песня была исполнена впервые. Меркьюри выходил на сцену с двенадцатиструнной гитарой фирмы Ovation. Зрители воспринимали это как шутку певца, так как он не считался гитаристом. Однако он играл неплохо по непрофессиональным меркам, пусть он и оставался на этот счёт скромным — перед исполнением он обычно говорил «Я умею играть лишь три аккорда» («I can only play three chords»).
Меркьюри играл эту песню на акустической гитаре. После 1984 года он начал играть на электрогитаре Fender Telecaster. Однако разнообразием гитар на концертах отличался Мэй. Вначале, во время первого куплета, он не играл, в это время солировал Меркьюри. Затем Мэй начинал играть на акустической гитаре. Гитарное соло, которое шло после третьего куплета, он играл на гитаре Fender Telecaster, а после четвёртого куплета Мэй брал в руки свою Red Special.
Четвёртый куплет превратился в шоу для зрителей. Он игрался без музыкального сопровождения. Зрители хлопали в такт музыки, создавая ритм. Известную строчку «Ready Freddie» прокрикивала вся аудитория. Также она стала своеобразным приветствием группы и часто была написана на транспарантах фанатов.
После смерти Меркьюри группа исполняла эту песню ещё несколько раз. На концерте The Freddie Mercury Tribute Concert песню спел Роберт Плант. Мэй играл на белой гитаре Godin A-12 в начале и после на Red Special. Также Мэй исполнил песню с Брайаном Адамсом. Когда песню играл проект Queen + Paul Rodgers, пел Пол Роджерс. Он же играл гитарную партию Меркьюри на гитаре Yamaha. Мэй тоже сначала играл песню на Yamaha, но затем опять на своей собственной гитаре Red Special.
С 1982 года для исполнения песни используется пианино.

## Видеоклип
Видеоклип к песне снял режиссёр Дэннис Де Валланс на студии Trillion Studios 20 сентября 1979 года. Имидж группы продолжал меняться, и здесь она представлена в рок-н-рольном образе. Все музыканты одеты в чёрные кожаные куртки. Причёска Меркьюри уже более короткая, но он ещё без своих знаменитых усов. В общем, вся группа выглядит более мужественно, даже Мэй уменьшил объём своей причёски и надел тёмные очки.
Действие клипа происходит на белой сцене с чёрным фоном. По бокам сцены находятся стальные шесты, перед ней — длинная площадка. Собственно группа размещается на сцене, на площадке находится только Меркьюри и профессиональная подтанцовка, которая была впервые задействована в клипах группы. В клипе Меркьюри не играет на гитаре, вместо него это делает Мэй на чёрном Fender Telecaster.
Клип начинается с показа гитары Мэя. Затем камера показывает Меркьюри, который идёт от конца площадки к сцене. После вступления он скидывает свою шляпу с головы и начинает петь. Со словами «Oh, this thing (this thing)» («О, эта штука (эта штука)») появляется подтанцовка — две девушки в чёрном. С ними певец двигается по площадке. На словах «It swings, it jives» («Она вертится, она танцует джайв») появляются два танцора в чёрных футболках. Под конец первого куплета они берут Меркьюри, оттаскивают за локти на другой конец площадки и кладут на пол.
Во время второго куплета Меркьюри лежит на полу, а сзади него стоит байкерский мотоцикл чёрного цвета. Вокруг него ходит одна из танцовщиц. На словах «…Cool cool sweat» («…В холодном поту») с помощью спецэффекта у Меркьюри глаза загораются красным. Между вторым и следующим куплетом Меркьюри ненадолго присоединяется к подтанцовке. Во время третьего он танцует только с одной девушкой. Затем они залезают на мотоцикл, который находится прямо перед остальными музыкантами. Девушка откидывается назад и начинается гитарное соло. Во время него постоянно показывается Мэй, играющий на гитаре. Затем, перед четвёртым куплетом, показываются Дикон и Тейлор. Только здесь можно увидеть остальных музыкантов, так как основное действие клипа разворачивается вокруг одного Меркьюри.
Во время четвёртого куплета Меркьюри отходит от сцены и идёт по площадке. В полу площадки появляются руки, которые хлопают и создают ритм. Затем появляется подтанцовка, и на словах «On my motor bike» («На моём мотоцикле») девушки разрывают белую футболку на Меркьюри. На словах «Ready Freddie» («Готовы, Фредди») в стороне появляются танцоры. Они поют эти слова, повернувшись и показывая руками в камеру. После этого, во время нескольких ударов по барабанам, вся подтанцовка падает на пол и лежит так почти до конца всего клипа. Меркьюри проходит по площадке к остальным музыкантам и возвращается обратно. На последних секундах клипа Меркьюри появляется в кожаной куртке и ходит с танцорами по площадке. Затем кадр сужается, и клип заканчивается.
На обложке сингла к песне и на обложке альбома «The Game» изображена фотография группы со съёмок видео. Кадры из клипа используются и в видеоклипе к песне «Radio Ga Ga».

## Участники записи
- Фредди Меркьюри — ведущий вокал, ритм-гитара, хлопки в ладоши
- Брайан Мэй — соло-гитара, бэк-вокал, хлопки в ладоши
- Роджер Тейлор — ударные, бэк-вокал, хлопки в ладоши
- Джон Дикон — бас-гитара, хлопки в ладоши

## Позиции в чартах
Годовые чарты:
| Хит-парад (1980)                | Позиция |
| ------------------------------- | ------- |
| США (Billboard Top Pop Singles) | 6       |

## Кавер-версии
- Джош Келли спел эту песню для трибьют-альбома Killer Queen: A Tribute to Queen в 2005 году.
- Дайана Росс исполнила эту песню вместе с Брайаном Мэем для своего альбома I Love You.
- Группа Maroon 5 включила акустический кавер на эту песню в делюкс-версию своего альбома Hands All Over.

## Интересные факты
- Меркьюри написал эту песню за 10 минут, принимая ванну[9]. По словам Райнхольда Мака, он «хотел закончить побыстрее, чтобы Брайан не пришёл».